# 伊利縣 (俄亥俄州)
伊利縣（英語：Erie County）是美國俄亥俄州北部的一個縣，成立於1836年。北傍伊利湖。面積1,622平方公里。根據美國2000年人口普查，共有人口79,551。縣治桑達斯基。
縣名來自同名的印第安部落。